# Eligmoderma
Eligmoderma is een kevergeslacht uit de familie van de boktorren (Cerambycidae). De wetenschappelijke naam van het geslacht werd voor het eerst geldig gepubliceerd in 1864 door Thomson.

## Soorten
Eligmoderma omvat de volgende soorten:
- Eligmoderma aragua Martins & Galileo, 2009
- Eligmoderma convexicolle Aurivillius, 1924
- Eligmoderma ibidionoides Thomson, 1864
- Eligmoderma lara Galileo & Martins, 2012
- Eligmoderma minuta Martins & Galileo, 2009
- Eligmoderma politum Nonfried, 1895
- Eligmoderma trifasciatum Aurivillius, 1924
- Eligmoderma ziczac Nonfried, 1895